# Sverigeïta
La sverigeïta és un mineral de la classe dels silicats. Va ser descoberta l'any 1983 a Långban, Filipstad, Värmland, Suècia, l'única localitat on ha estat trobada; de fet rep el seu nom de Suècia, Sverige en suec.

## Característiques
La sverigeïta és un nesosilicat de fórmula química NaBe₂Mn2+SnSi₃O₁₂(OH) segons l'IMA. Cristal·litza en el sistema ortoròmbic en complexos de cristalls ben formats de fins a 2 mm. És de color groc o groc pàl·lid. La seva duresa a l'escala de Mohs és 6,5.
Segons la classificació de Nickel-Strunz, la sverigeïta pertany a «9.AE - Nesosilicats amb anions addicionals (O,OH,F,H₂O); cations en coordinació tetraèdrica [4]» juntament amb els següents minerals: beril·lita, euclasa, hodgkinsonita, gerstmannita, clinohedrita, stringhamita, katoptrita, yeatmanita i esferobertrandita.

## Formació
La sverigeïta va ser trobada en un runam de mina associada amb els següents minerals: mimetita, jacobsita, calcita rica en manganès i amfíbol.